# 竹坪乡 (竹山县)
竹坪乡，是中华人民共和国湖北省十堰市竹山县下辖的一个乡镇级行政单位。

## 行政区划
竹坪乡下辖以下地区：
兴竹路社区、周家湾村、陈家河村、马安山村、沈家营村、仁合寨村、店坪村、佛洞村、六合村、金花村、合兴村、安河塘村、安河口村、宽坪村、解家沟村、小阳沟林场村和兴茶村。